# William Miller
William  Miller foi um fazendeiro, miliciano, líder local da comunidade de Low Hampton, Nova Iorque que se tornou um pregador que relatou sobre a iminente volta de Jesus Cristo baseando-se em sua hermenêutica idiossincrática do livro de Daniel a respeito da visão das 2300 tardes e manhãs,  começou a pregar em 1834 a iminente segunda vinda de Cristo .

## Vida Inicial de Miller

### Infância e adolescência em Low Hampton

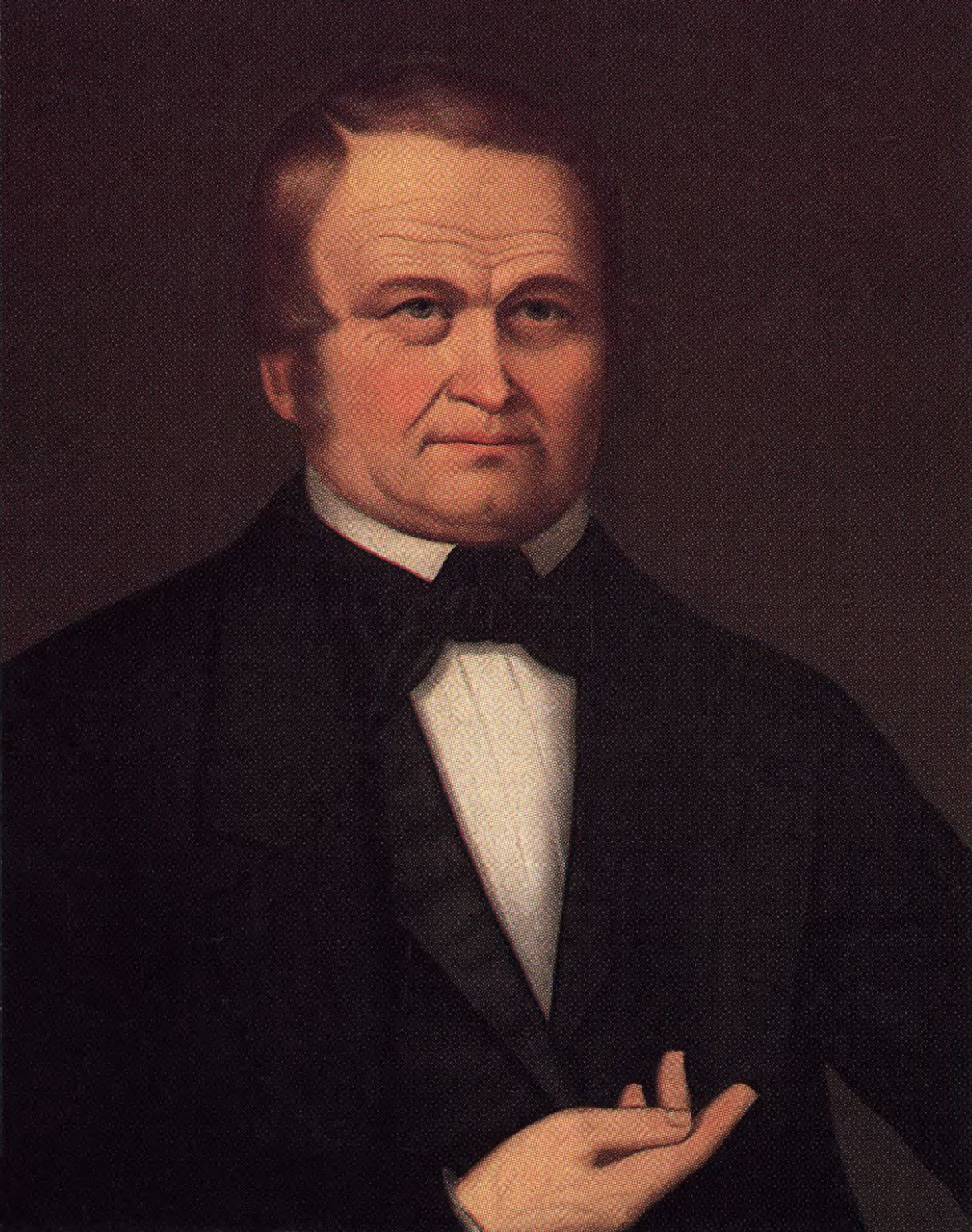
Retrato de William Miller por Horace Bundy.

William Miller nasceu em Pittsfield, Massachusetts em 15 de Fevereiro de 1782. Casou com Lucy P.Smith em 1803, indo morar em Poultney, Vermont onde era agricultor. Era o mais velho de dezesseis filhos. Teve pouca educação formal, aprendeu a ler com a mãe e frequentou a escola somente por dezoito meses. Fora um leitor voraz dos poucos livros que a família possuía: um saltério, uma Bíblia e um livro de oração e esboçava poesia. Seu pai fora um soldado veterano da Revolução Americana.
Na vida adulta, Miller embora sempre ligado ao campo, teve várias profissões e funções voluntárias, sendo alcaide, juiz de paz e xerife comissionado e militar. Recebeu o posto de tenente de milícia em 1810, passou a capitão voluntário, no começo da guerra entre os Estados Unidos e Reino Unido de 1812, e pouco mais tarde ingressou no exército regular, com o posto de primeiro-tenente.

### Agricultor em Poultney
Em 1803, Miller se casou com Lucy Smith e foi morar na cidade vizinha de Poultney, onde se tornou um agricultor próspero. Essa mudança o colocou em contato com a intelligentsia deísta da cidade. Ele escreveu: "Eles colocaram em minhas mãos as obras de Voltaire, Hume, Thomas Paine, Ethan Allen e outros escritores deístas." Ele foi eleito para várias posições: xerife em 1809, juiz de paz, tenente da milícia de Vermont em 1810. Ele também se afiliou à maçonaria. Miller, entretanto, renunciaria sua afiliação à maçonaria em 1831, por achá-la incompatível com suas ideias evangelísticas.   Quando a Guerra Anglo-Americana de 1812 estourou contra a Grã-Bretanha, ele foi promovido a capitão da milícia. No final do conflito, em 1815, Ele se tornou capitão do exército regular.

### Capitão de milícia
A guerra abalou as certezas deístas de William Miller sobre a bondade inerente do homem e sobre a morte como uma finalidade última. As atrocidades da guerra o convenceram do contrário. Desde o início do conflito, seu pai e uma de suas irmãs foram vítimas civis. E contra todas as expectativas, o exército inglês de 15.000 soldados experientes (incluindo veteranos da batalha de Waterloo) sofreu uma derrota inesperada contra o pequeno exército de 1.500 soldados e 4.000 voluntários americanos na batalha de Plattsburgh. Miller viu nisso um sinal da providência. Para ele, foi "a obra de uma potência mais forte do que a do homem".

## Pesquisas bíblicas

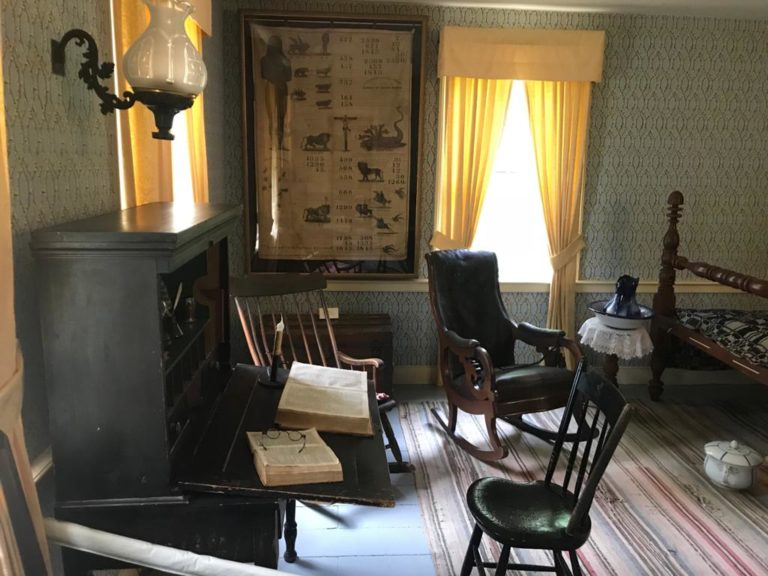
Escrivaninha ao lado da janela voltada para o leste, de onde Miller aguardava o retorno de Cristo.

Logo após seu retorno a Low Hampton, Miller deu passos hesitantes em direção à recuperação de sua fé batista. Inicialmente, tentou conciliar ambas, professando publicamente o deísmo enquanto frequentava sua igreja batista local. Sua presença tornou-se participação quando foi convidado a ler o sermão do dia durante uma das frequentes ausências do ministro local. Sua participação mudou para comprometimento em um domingo, quando estava lendo um sermão sobre os deveres dos pais e ficou emocionado. Miller registra a experiência:
De repente, a imagem de um Salvador foi vividamente impressa em minha mente. Parecia que poderia haver um Ser tão bom e compassivo a ponto de expiar por nossas transgressões, e assim nos salvar do sofrimento da penalidade do pecado. Imediatamente senti quão adorável tal Ser devia ser; e imaginei que poderia me entregar nos braços e confiar na misericórdia de tal Ser.
Após sua conversão, os amigos deísta de Miller logo desafiaram-no a justificar sua nova fé. Ele fez isso examinando cuidadosamente a Bíblia, declarando a um amigo: "Se ele me desse tempo, eu harmonizaria todas essas aparentes contradições para minha própria satisfação, ou continuaria sendo um deísta."
Entre 1816 e 1818, estudou intensivamente o livro, usando apenas uma concordância bíblica de Cruden. Começou no Gênesis e não avançava um versículo se não o tivesse entendido. Um dia, deparou com o texto que deveria marcá-lo para o resto da vida: "até duas mil e trezentas tardes e manhãs; e o santuário será purificado" Daniel 8:14. Usando outros textos como Ezequiel 4:6 e 7 e outros mais, concluiu que as 2.300 tardes e manhãs representavam 2300 anos literais que teriam começado em 457 A.C. e terminariam em 1844 d.C.

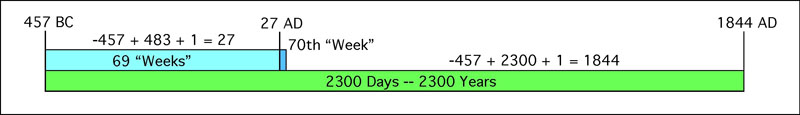
Interpretação de Miller da linha do tempo da profecia dos "2300 dias" e sua relação com a profecia das "70 semanas"

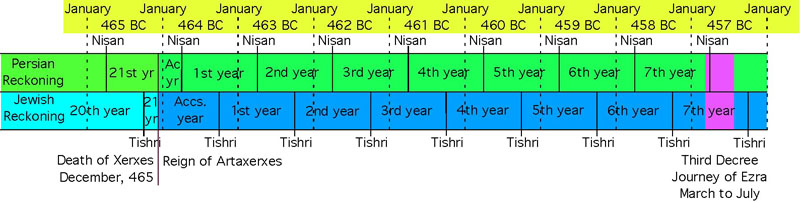
Início das "70 Semanas": O decreto de Artaxerxes I da Pérsia no 7º ano de seu reinado (457 a.C.), conforme registrado em Esdras, marca o início das "70 semanas". Os reinados dos reis eram contados de Ano Novo a Ano Novo seguindo um "Ano de Acesso". O Ano Novo persa começava em Nisan (março-abril). O Ano Novo civil no Reino de Judá começava em Tishri (setembro-outubro).

Embora Miller estivesse convencido de seus cálculos até 1818, ele continuou a estudar em particular até 1823 para garantir a correção de sua interpretação. Em setembro de 1822, Miller formalmente declarou suas conclusões em um documento de vinte pontos, incluindo o artigo 15: "Acredito que a segunda vinda de Jesus Cristo está próxima, até mesmo à porta, até mesmo dentro de vinte e um anos, - em ou antes de 1843." Miller, no entanto, não começou suas palestras públicas até o primeiro domingo de agosto de 1831, na cidade de Dresden.
Em 1832, Miller submeteu uma série de dezesseis artigos ao Vermont Telegraph, um jornal batista. O Telegraph publicou o primeiro desses em 15 de maio, e Miller escreve sobre a resposta do público: "Comecei a ser inundado com cartas de consulta sobre minhas opiniões; e visitantes se aglomeravam para conversar comigo sobre o assunto." Em 1834, incapaz de atender pessoalmente muitos dos pedidos urgentes por informações e os convites para viajar e pregar que recebeu, Miller publicou um resumo de seus ensinamentos em um folheto de 64 páginas com o título extenso: Evidências da Escritura e da História da Segunda Vinda de Cristo, por volta do Ano 1844: Exibidas em um Curso de Palestras.

## Millerismo

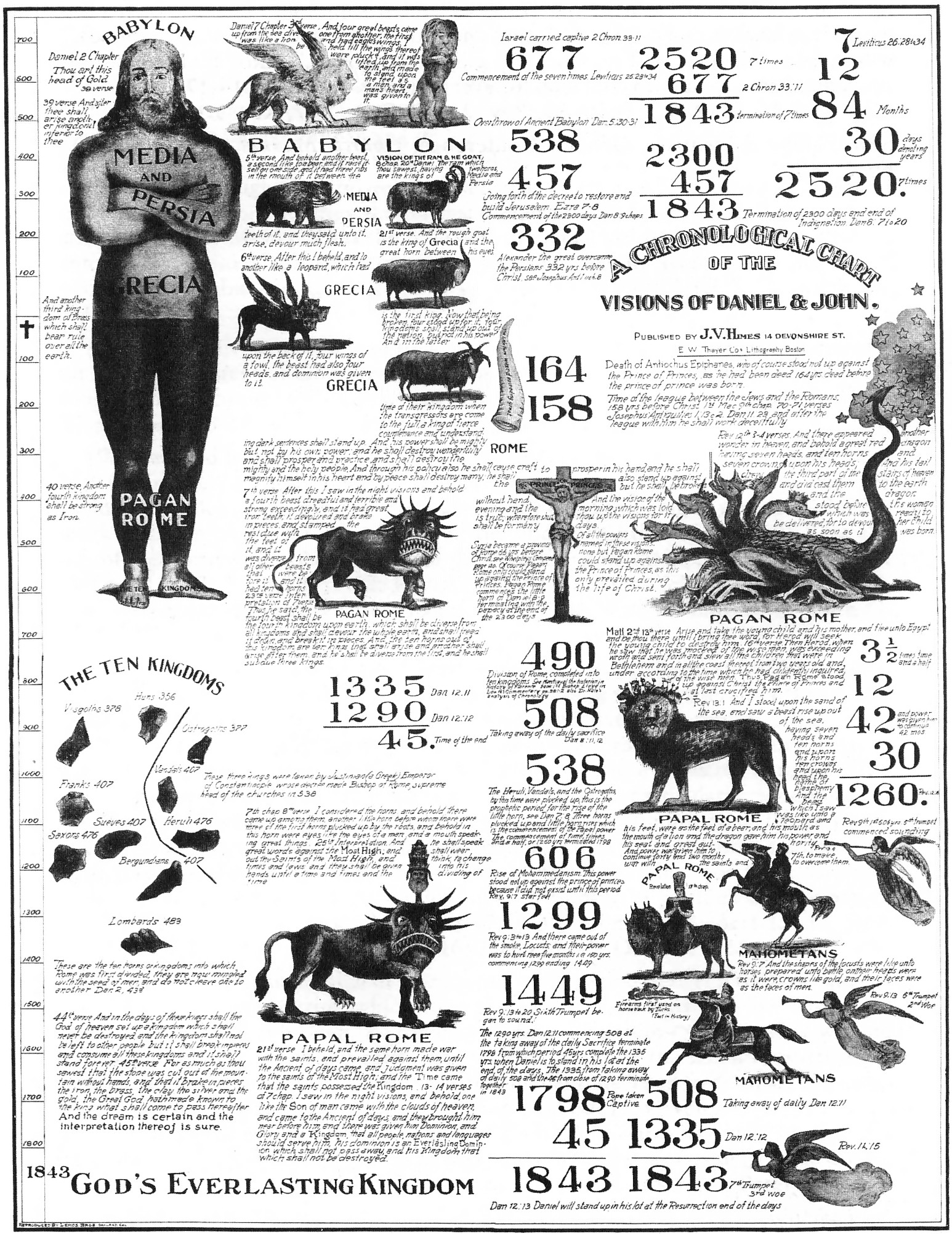
Um gráfico mostrando os cálculos de Miller que marcam a Segunda Vinda em 1843

Desde 1818, Miller vinha reexaminando seus estudos, tendo cada vez mais a certeza de que estava correto em sua interpretação bíblica. Em 1831, então com 50 anos, embora tímido e receoso, sentiu-se chamado para propagar suas interpretações. Começou a pregar a princípio nas fazendas, depois em vilas e, por fim, nas grandes cidades. Em 13 de novembro 1833, houve uma chuva de meteoros, algo que despertou na população suspeitas de que ele realmente estivesse falando a verdade.[carece de fontes?] Em 1838, estudando o capítulo 8 e 9 do Apocalipse, chegou à conclusão de que exatamente em apenas dois anos, ou seja, 1840, o Império Otomano, influente e poderoso na época, seria desintegrado.
Um colega seu, pastor Josias Litch, escreveu essas conclusões num periódico em 1838. Em 11 de agosto de 1840, o  Império Turco-Otomano passou por uma crise: apesar de não ter sido desintegrado como Miller previra, a grande potência do Oriente demonstrava, nitidamente, uma fraqueza política. Alguém da imprensa secular lembrou do periódico, e várias pessoas e líderes de diversas confissões religiosas da América aderiram ao movimento religioso que se chamou de Adventismo ou Millerismo, pois aguardavam a volta de Jesus para muito breve.
Desde 1840 em diante, o Millerismo se transformou de um "movimento regional obscuro em uma campanha nacional". A figura chave nessa transformação foi Joshua Vaughan Himes, pastor da capela da rua Chardon em Boston e um editor experiente. Apesar de Himes não ter aceitado completamente as ideias de Miller até 1842, ele estabeleceu o periódico quinzenal Sinais dos Tempos em 28 de fevereiro de 1840, para publicá-las.
Miller nunca marcou um dia exato para a volta de Cristo, apenas o período que deveria acontecer; entre a primavera de 1843 e a primavera de 1844. Seus estudos das Escrituras nesse período levou-o a estabelecer outras crenças distintas. Suas interpretações principais eram:
- Cristo voltaria ao final dos 2300 anos de Daniel 8:14, de maneira pessoal e visível, nas nuvens dos céus.
- Os justos mortos ressuscitariam incorruptíveis e os justos vivos seriam transformados para a imortalidade, sendo ambos levados juntos para reinarem com Cristo nesta Terra renovada após os mil anos (I Tessalonicenses 4:16 e 17).
- Os santos seriam apresentados a Deus.
- A Terra seria destruída pelo fogo ao final dos mil anos (Apocalipse 20:9 e 10);
- Os ímpios vivos morreriam na vinda de Cristo e aguardariam na sepultura a sua ressurreição e condenação (Apocalipse 20:5).
- O único milênio ensinado na Bíblia eram os mil anos que se seguiriam à ressurreição dos justos por ocasião da Vinda de Jesus (Apocalipse 20:4 e 7).

### O movimento do sétimo mês
Miller nunca se comprometeu a dar uma data exata para o retorno de Cristo. Ele se limitava a indicar que seria por volta de 1843-1844. No entanto, a crítica de seus opositores e o entusiasmo de seus apoiadores forçaram os líderes mileritas a examinar a questão mais de perto. De acordo com a tradição dos judeus caraítas (que haviam preservado seu calendário religioso sem interrupção ao longo dos séculos), o ano judaico de 1843 terminava, não no equinócio de 21 de março, mas em 18 de abril. Nada aconteceu, mas Miller não ficou terrivelmente desapontado, uma vez que ele não havia estabelecido uma data clara. Ele reconheceu seu erro, mas, citando Habacuque 2:3, chamou a atenção para o fato de que um atraso era possível. Por outro lado, os mileritas descobriram que precisavam adicionar um ano aos seus cálculos, já que historicamente o ano 0 não existe.
Em 12 de agosto de 1844, durante uma "reunião campal" em Exeter, no New Hampshire, Samuel Snow (1806-1870), um pregador milerita, sugeriu que o retorno de Cristo ocorreria em 22 de outubro de 1844, que, segundo o calendário judaico caraíta, era a data do Yom Kippur (o dia das expiações). O anúncio dessa mensagem foi chamado de "o movimento do sétimo mês", porque, de acordo com Levítico 16, o dia das expiações ocorria no sétimo mês do ano judaico. Os líderes mileritas ficaram surpresos com a rapidez da propagação da notícia. Miller aceitou a data apenas no início de outubro de 1844.

## O Grande Desapontamento

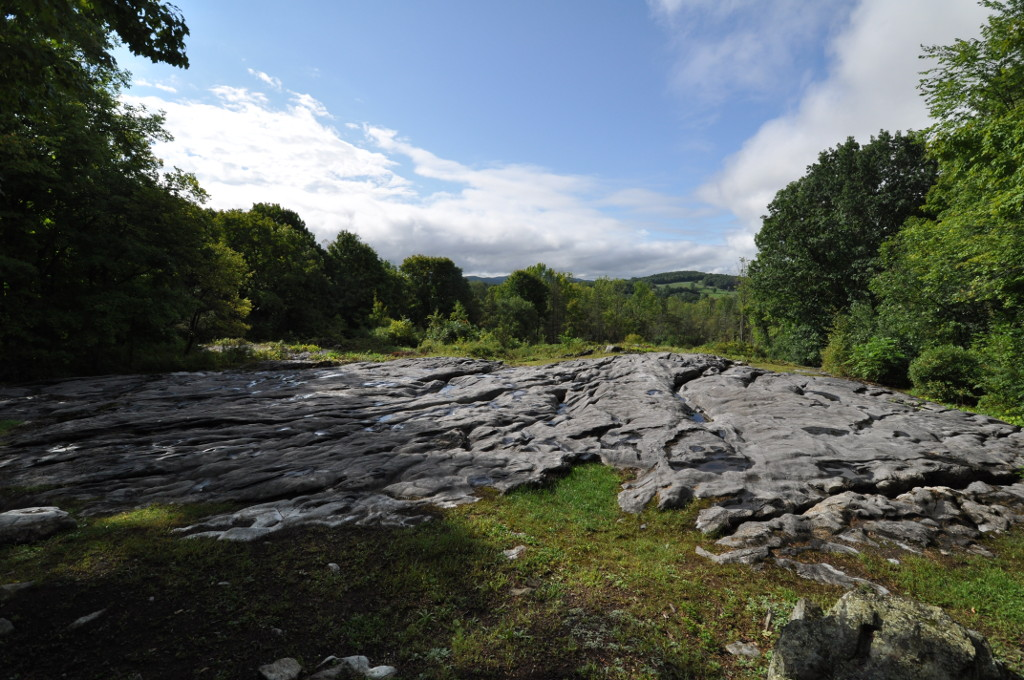
Local histórico da fazenda de William Miller, Hampton, Nova York. Ascension Rock, onde Miller esperou a Segunda Vinda em 1844 que não aconteceu.

As estimativas do número de mileritas variam amplamente: entre 50.000 e 500.000 pessoas. Em um total de 17 milhões de americanos em 1844, cerca de 150.000 pessoas (a estimativa mais provável) aguardavam o retorno de Cristo. Esse ensinamento ia contra a corrente da crença popular, que previa o início iminente de um milênio de paz e prosperidade na Terra (o (pós-)milenarismo). Os americanos acreditavam que Cristo retornaria após o milênio descrito em Apocalipse 20, enquanto os mileritas anunciavam que ele viria antes. Essa posição era atípica, pois também não envolvia a ideia de um reino terrestre de Cristo durante mil anos.
Após o Grande Desapontamento, a maioria dos Milleritas simplesmente abandonou suas crenças. Alguns não o fizeram, e diferentes pontos de vista e explicações proliferaram. Inicialmente, Miller parece ter pensado que a Segunda Vinda de Cristo ainda aconteceria — que "o ano da expectativa estava de acordo com a profecia; mas... que poderia haver um erro na cronologia bíblica, que era de origem humana, o que poderia atrasar um pouco a data e explicar a discrepância." Miller nunca abandonou sua crença na Segunda Vinda de Cristo.
Subsequentemente ao Desapontamento, apareceram alguns proponentes de outras datas e se disseminaram várias doutrinas. Em 29 de janeiro de 1845, Miller e seus adeptos foram expelidos da igreja batista. Decididos que o movimento não deveria mais apoiar data alguma, em abril de 1845, Miller e Himes convocaram uma Conferência Mútua de Adventistas em Albany, Nova Iorque, na qual participaram 61 delegados do movimento. Embora fosse redigida uma declaração de princípios comuns, e afirmado o compromisso de realizar a conferência anualmente, sob o nome de Conferência Geral dos Crentes do Segundo Advento, nessa ocasião revelou-se que o movimento já estava dividido. Tal divisão dava-se principalmente pela questão da doutrina da porta da salvação se fechar aos que não esperaram Jesus Cristo em 1844.

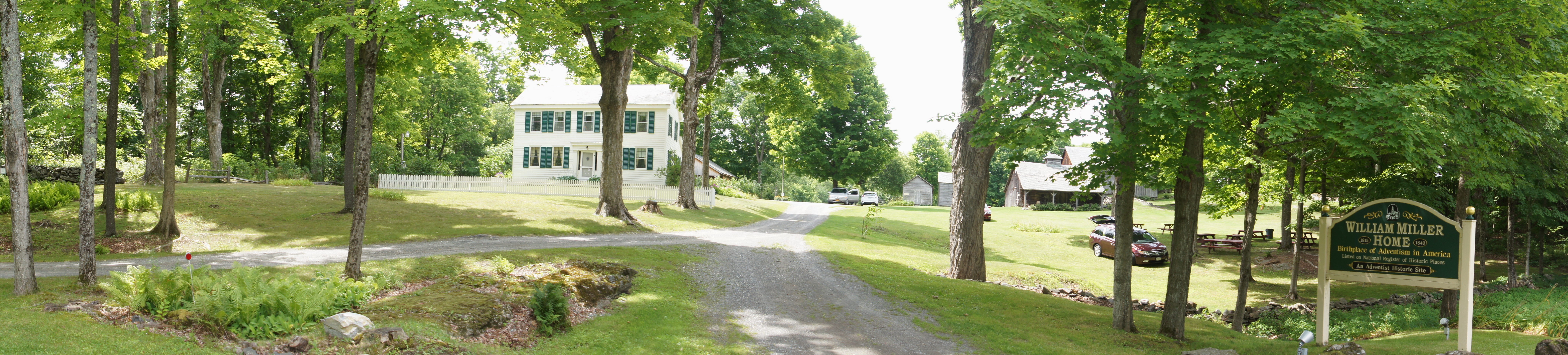
A casa de William Miller é um marco histórico nacional registrado e preservada como museu. O local não fica longe da fronteira entre Nova York e Vermont.

Enfermo, Miller retornou à sua fazenda em Low Hampton, Nova Iorque. Em 1848, Miller construiu uma capela em sua propriedade para o culto dos adventistas depois que ele e sua família foram expulsos de sua igreja batista local
William Miller morreu em 20 de dezembro de 1849 convicto de que suas interpretações estavam certas.

### As igrejas surgidas do millerismo
Antes do grande desapontamento, muitos milleritas foram expulsos de suas confissões religiosas. Após essa data, Miller foi excluído de sua igreja em Low Hampton. Apesar de relutantes, alguns líderes milleritas pensavam que não tinham outra escolha senão fundar uma denominação adventista. Miller, Himes e o Dr. Litch concluíram que nada aconteceu em 22 de outubro de 1844, mas nem todos os milleritas compartilharam suas conclusões. O número daqueles que permaneceram ligados à esperança do retorno de Cristo - de 50.000 a 100.000, de acordo com fontes da época - se dividiu em três correntes de pensamento:
- Os adventistas espiritualistas. Eles continuaram a aceitar a data de 22 de outubro, mas espiritualizaram o evento declarando que Jesus veio espiritualmente naquele dia. Recusando qualquer organização em igreja, eles operaram em pequenos grupos independentes. A única denominação desse pensamento (os adventistas da era vindoura) foi fundada em 1885. Mas a vida útil dos espiritualistas foi relativamente curta. A corrente desapareceu no início do século XX.

- Os adventistas de Albany. Sob a liderança de Joshua Himes e do Dr. Josiah Litch, esta corrente de pensamento foi de longe a mais numerosa de todas as correntes surgidas do millerismo. Em maio de 1845, Himes convocou os milleritas em Albany, no estado de Nova York. Ele reafirmou sua convicção de que nada aconteceu em 22 de outubro e tentou organizar o movimento em igreja. Mas devido a divergências doutrinárias, os adventistas de Albany deram origem a quatro denominações: a Igreja de Deus (Oregon, Illinois), criada na década de 1850, os adventistas evangélicos fundados em 1858 por Himes e Litch, os adventistas cristãos fundados em 1860 e a União do Advento e Vida estabelecida em 1863.[22]

- Os adventistas do sétimo dia. Eles foram de longe o menor grupo: cerca de cinquenta pessoas em 1846. Concluíram que a data de 22 de outubro estava correta, mas que os milleritas estavam enganados sobre a natureza do evento. Já em 23 de outubro de 1844, Hiram Edson (1806-1934), um fazendeiro metodista de Port Gibson, no estado de Nova York, considerou que Jesus havia começado a segunda fase de seu ministério como sumo sacerdote no santuário celestial. O Dia da Expiação era um dia de julgamento. Com Owen Crosier e o Dr. Franklin Hall, Edson derivou do estudo de Hebreus 8-9 que Deus havia iniciado sua obra de julgamento, determinando o registro dos salvos. Por volta de 1857, James White chamou esse procedimento preliminar de investigação da vida de todos os seres humanos de "juízo investigativo". Impulsionada por seus co-fundadores Joseph Bates (1792-1872), James White (1821-1881) e Ellen White (nascida Ellen Gould Harmon, esposa de James White, 1827-1915), a Igreja Adventista do Sétimo Dia foi oficialmente organizada em 1860. Três mil pessoas já eram adventistas do sétimo dia na época.

Em 1860, D.T. Taylor publicou o primeiro censo adventista. Ele estimou o número de adventistas (de todas as correntes) em 54.000 pessoas e contou 584 pastores. Hoje, a Igreja Adventista do Sétimo Dia é praticamente o único movimento herdeiro do millerismo, com aproximadamente 22 milhões de membros batizados em 2022. A corrente histórica dos adventistas espiritualistas desapareceu. Duas denominações dos adventistas de Albany sobreviveram: os adventistas cristãos (25.600 membros em 2006) e a Igreja de Deus (600 membros).

## Reavaliações
Hoje variadas denominações são resultantes da hermenêutica de William Miller. Para os adventistas do  Sétimo Dia, Ellen White considerou que o evento de 1844 se tratava do juízo investigativo, ao qual, Jesus entrou no santuário celestial para purificar, resultando nos movimentos millerita e adventista. Já os Baha'is consideram a profecia de Miller como acurada, mas referente à emergência do movimento Baha'i.